# Omos
Tolulope Omogbehin, meglio conosciuto con il ring name Omos (Lagos, 16 maggio 1994), è un wrestler nigeriano sotto contratto con la WWE.
In carriera ha detenuto una volta il Raw Tag Team Championship con AJ Styles.

## Biografia
Omogbehin è nato a Lagos, in Nigeria. Dopo che la sua famiglia è emigrata negli Stati Uniti, ha frequentato l'Atlantic Shores Christian Academy di Chesapeake. Durante il liceo, ha giocato a basket e ha continuato nello sport dopo aver scelto di frequentare la University of South Florida dal 2012 al 2014. Ha anche giocato a basket alla Morgan State University di Baltimora, nel Maryland, dopo essersi trasferito dall'USF. Ha ricoperto la posizione di centro per i Morgan State Bears dal 2014 al 2015.

## Carriera

### WWE (2019–presente)

#### Prime apparizioni (2019–2020)
Firmò con la WWE il 1º gennaio 2019, venendo mandato ad allenarsi al Performance Center. Debuttò negli house show di NXT nel 2019, col nome di Jordan Omogbehin, in un'occasione sconfiggendo i 3.0 in un 2-on-1 Handicap match
Il 15 giugno 2020 fece il suo debutto a Raw come uno dei ninja al seguito di Akira Tozawa, supportando i suoi ninja nel match contro gli Street Profits e i Viking Raiders, e avendo poco dopo un confronto con Big Show.

#### Alleanza con AJ Styles (2020–2021)
Successivamente, però, Omogbehin divenne il bodyguard di AJ Styles nell'ottobre del 2020, assumendo il ring name Omos durante Survivor Series del 24 novembre. Il 10 aprile, durante la prima serata di WrestleMania 37, sconfissero il New Day (Kofi Kingston e Xavier Woods) conquistando il Raw Tag Team Championship. Difesero le cinture sia nella rivincita contro il New Day, il 3 maggio a Raw, e poi contro Elias e Jaxson Ryker il 31 maggio, sempre a Raw. Il 18 luglio, a Money in the Bank,  mantennero le cinture di coppia contro i Viking Raiders e due settimane dopo, a Raw, nella rivincita titolata di Money in the Bank, trionfarono nuovamente sui Raiders. Persero le cinture il 21 agosto, a SummerSlam, contro gli RK-Bro dopo 133 giorni di regno. Il 21 ottobre, a Crown Jewel, Styles e Omos affrontarono gli RK-Bro le cinture di coppia di Raw ma vennero sconfitti. Successivamente, dopo aver perso contro Dominik e Rey Mysterio, si ribellò a Styles dopo che questi lo aveva attaccato, segnando la fine della loro alleanza. In seguito, trionfò sul su ex-alleato AJ Styles nella puntata di Raw del 3 dicembre.

#### Alleanza con MVP (2022–presente)
Il 29 gennaio 2022, alla Royal Rumble, partecipò al match omonimo entrando col numero 11 ma venne eliminato dallo sforzo combinato di sei wrestler dopo tre eliminazioni.
Il 3 aprile 2022, nella seconda serata di WrestleMania 38, venne sconfitto da Bobby Lashley subendo la prima sconfitta per schienamento. La sera dopo, a Raw, ebbe un confronto con Lashley pretendendo una rivincita, ma poco dopo Lashley venne attaccato alle spalle da MVP, che dopo aver tradito il suo assistito, si unì al gigante nigeriano. 
L'8 maggio 2022, a WrestleMania Backlash, Omos ebbe la meglio su Lashley nella rivincita grazie all'aiuto di MVP.
Il 5 giugno 2022, a Hell in a Cell, MVP e Omos vennero sconfitti da Lashley in un 2-on-1 Handicap match. Il 2 luglio, a Money in the Bank, Omos prese parte al Money in the Bank Ladder match che comprendeva anche Drew McIntyre, Madcap Moss, Riddle, Seth Rollins, Sheamus e Theory ma fu quest'ultimo a vincere la contesa e la valigetta.
Il 5 novembre 2022, a Crown Jewel, Omos venne sconfitto da Braun Strowman.
Il 28 gennaio 2023, alla Royal Rumble, partecipò all'incontro omonimo entrando col numero 26 ma venne eliminato da Braun Strowman dopo poco più di due minuti.
Nella puntata di Raw del 20 febbraio 2023, Omos e il suo manager MVP diedero del codardo a Brock Lesnar dopo che quest'ultimo si fece intenzionalmente squalificare durante il suo match con Bobby Lashley a Elimination Chamber. La settimana successiva, Lesnar, dopo aver attaccato MVP, accettò poi di affrontare Omos a WrestleMania 39. 
Nella puntata di Raw del 13 marzo 2023 ebbe un faccia a faccia con Brock Lesnar sul ring dopo la sfida propostagli da MVP nel match che si svolgerà a WrestleMania 39 scaraventando poi Lesnar fuori dal ring dopo una stretta di mano. A WrestleMania 39, poi, venne sconfitto da Lesnar, e il 6 maggio, a Backlash, venne sconfitto anche da Seth Rollins.
Il 29 aprile 2023, per effetto del Draft, divenne un free-agent.
Il 5 agosto 2023, a SummerSlam, prese parte ad una battle royal ma venne eliminato dallo sforzo combinato di altri atleti.
Il 27 gennaio 2024, a Royal Rumble, partecipò all'omonimo incontro entrando col numero 21 ma venne eliminato da Bron Breakker.

## Personaggio

### Mosse finali
- Double-handed chokeslam

### Soprannomi
- "AJ's Personal Colossus"
- "The Colossus"
- "The Nigerian Giant"

## Titoli e riconoscimenti
- Pro Wrestling Illustrated
  - 120° tra i 500 migliori wrestler singoli nella PWI 500 (2022)[17]

- Pro Wrestling NOAH
  - GHC Tag Team Championship (1) - con Jack Morris

- WWE
  - WWE Raw Tag Team Championship (1) – con AJ Styles[18]